# Baader
Baader er en global tysk producent af systemer og maskiner til forarbejdning af fjerkræ og fisk. Virksomheden blev etableret af Rudolph Max Joseph Baader i 1919 i Lübeck, med henblik på spare arbejdskræft på automatiseret forarbejdning af fisk. De lancerede deres første fiskefileteringsmaskine i 1921. Baader-koncernen driver virksomhed igennem datterselskaberne Baader, Emydex, Seac og Trio. I dag har de 1.600 ansatte i 31 lande. Baader-koncernen er ejet af Petra Baader.